# Найденович, Адель Петровна
Адель Петровна Найденович (род. 24.01.1934, Мары) — советская диссидентка, бывшая политзаключённая в 1961-1963 годах. Вторая жена советского диссидента Владимира Осипова.

## Биография
Родилась 29 декабря 1933 года в городе Мары Туркменской ССР в семье инженера-железнодорожника.
Имеет русское и польское происхождение.
Отец — Найденович Пётр Александрович, поляк, высокопоставленный работник Народного комиссариата путей сообщения СССР, в НКПС СССР его нередко называли «правая рука Кагановича».
Мать — Корнилова Зинаида Васильевна, русская, заслуженный московский врач, происходит из именитого рода купцов первой гильдии Корниловых, до революции владевших в Саратовской губернии обширной хлеботорговлей и маслобойнями.
После завершения выездной работы по линии НКПС в Туркмении семья Найденович вернулась в Москву. С 1934 года Адель Найденович постоянно проживает в Москве.
Закончила Московский институт инженеров транспорта (МИИТ).
В диссидентском движении участвовала с конца 1950-х годов. В 1961 году была арестована КГБ за хранение «антисоветской» литературы и связи с иностранными корреспондентами. Срок отбывала в Мордовских политлагерях.
В 1970-е годы активно участвовала в правозащитном движении — работе Московской Хельсинкской группы, издании Хроники Текущих Событий. Допрашивалась КГБ по уголовному делу № 24 об издании Хроники Текущих Событий, проводилась 19 декабря 1972 года очная ставка с обвиняемым Петром Якиром. После этого Найденович составила запись своих впечатлений от допроса и очной ставки под названием «Последние вести о
Петре Якире». Согласно её самиздатской статье, Якир обвинил её в авторстве статьи Германа Смирновского в защиту Радио «Свобода».
7 декабря 1972 года Якир обвинил в том же самом диссидента Андрея Дуброва на очной ставке в Лефортовской тюрьме, описанной Дубровым в его самиздатской статье «Очная ставка с Петром Якиром». Статья Дуброва не аннотировалась издаваемой дочерью Якира «Хроникой текущих событий», так как дочь боялась, что сведения о предательстве отца вызовут полный бойкот его дочери, что потом и получилось, с отсрочкой в 9 месяцев. Два свидетельства подряд для дочери предателя было слишком много, а свидетельство Найденович Ирина Якир списала на то, что Найденович «русская националистка». Общавшийся с Найденович в тот период времени писатель Владимир Войнович охарактеризовал её по политическим взглядам тогда как убеждённую монархистку.
Поддерживая контакты с зарубежным центром НТС, участвовала в нелегальной деятельности Союза солидаристов в СССР. Большой вклад Адель Найденович внесла в издание журнала «Вече», редактируемого Владимиром Осиповым. По оценке диссидента Михаила Хейфеца, «сыграла важную роль в мирном развитии отношений между „Хроникой“ и „Вече“», поскольку первоначально издатель «Хроники» Якир «принял осиповское издание в штыки». Но под влиянием Найденович, принимавшей участие в издании обоих журналов, Хроника Текущих Событий, главный орган советской оппозиции, дала вполне благожелательный анонс о появлении нового журнала.
В ноябре 1971 года Найденович подвергалась угрозам со стороны властей за выпуск самиздатовского журнала «Вече». По свидетельству М. Хейфеца, «возобновились угрозы, достаточно веско звучавшие для женщины, отбывшей несколько лег в концлагере, но куда более ужасно поражавшие сердце её старой матери. После очередной проработки: „Посадим вашу дочь, снова посадим!“ — мать Адели скоропостижно умерла. Осипов называет её первой жертвой „Вече“.» В январе 1972 года после неоднократных вторжений милиции в её квартиру, угроз арестом «за тунеядство», Найденович написала письмо протеста председателю КГБ СССР Юрию Андропову. Спустя четыре дня после того, как письмо было отправлено, 14 января, Найденович была арестована в собственной квартире, но затем освобождена.
В 1974 году Найденович проходила в качестве свидетеля по делу № 38 по факту издания журнала «Вече».
В мае 1988 года приняла участие в создании первой открыто провозгласившей себя оппозиционной партии в СССР — Демократического Союза (ДС), избиралась в Центральный КС ДС, участвовала в первом съезде ДС, затем — в деятельности христианско-демократической фракции ДС. На квартире Найденович в 1988-1989 годах проводились собеседования со вступающими в ДС.
Адель Найденович активно участвовала в октябрьских событиях 1993 года на стороне российского парламента. В 1990-е годы и позднее принимала участие в деятельности Национал-большевистской партии, впоследствии запрещённой.
В 2000-е годы неоднократно выступала в защиту политзаключённых и подсудимых по политическим делам, таких, как Борис Стомахин, Игорь Губкин, Андрей Деревянкин, Юрий Шутов, полковник Владимир Квачков, заключённых национал-большевиков и других, поддерживала переписку с рядом политзаключённых. В 2010 году вошла в состав международного комитета «Катынь-2» по расследованию гибели руководства Польши при авиакатастрофе под Смоленском. В 2011 году выступила в защиту Владимира Осипова во время очередного суда над ним по политическим мотивам в г. Ярославле. Публиковалась в газете ДС «Свободное слово».
Адель Найденович на протяжении нескольких десятилетий увлекается акварельной живописью, создав в своём неповторимом стиле большое количество работ на тему русского пейзажа и русской старины.
Проживает в Москве.